# 1er régiment de carabiniers
Ne pas confondre avec le 1er régiment de carabiniers belge ou le 1er régiment de carabiniers autrichien.
« Régiment des carabiniers de Monsieur (Restauration) » redirige ici. Pour le régiment sous l'Ancien régime, voir Régiment des carabiniers de Monsieur.
Le 1er régiment de carabiniers était un régiment d'élite de cavalerie lourde. Il sert au sein de l'Armée française sous la Révolution, le Premier Empire, la Restauration, la monarchie de Juillet, la 2de République et le Second Empire.

## Création et différentes dénominations
- 1788 : création du 1er régiment de carabiniers par dédoublement du régiment des carabiniers de Monsieur[1]
- 1814 : reforme le corps des carabiniers de Monsieur avec le 2e régiment de carabiniers[2]
- 1815 : redevient 1er régiment de carabiniers lors des Cent-Jours[1],[2]
- 1815 : renommé régiment des carabiniers de Monsieur[1]
- 1825 : renommé 1er régiment de carabiniers[1]
- 1865 : fusion dans le régiment des carabiniers de la Garde impériale, qui devient en 1871 le 11e régiment de cuirassiers[1]

## Colonels/chef de brigade
De 1788 à 1865 :
- 1788 : colonel comte de Pradel
- 1789 : colonel de Sérocourt

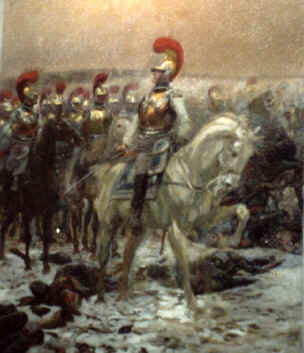
Carabinier en 1813 par Edouard Detaille.

- 1789 : colonel marquis de Lasteryrie
- 1791 : colonel marquis de Valence (*)
- 1791 : colonel de Meillonas
- 1792 : colonel Berruyer (*)
- 1792 : colonel Antoine (*)
- 1792 : chef de brigade Baget (*)
- 1793 : chef de brigade Jaucourt-Latour (*)
- 1795 : chef de brigade Girard
- 1799 : chef de brigade Cochois (*)
- 1805 : colonel Borghese (*)
- 1807 : colonel Laroche (*)
- 1813 : colonel de Baillencourt
- 1815 : colonel Rogé (*)
- 1815 : colonel comte Lancrau de Bréon
- 1823 : colonel Desponty de Saint-Avoye
- 1830 : colonel Blanquefort
- 1835 : colonel Daveriez de Pontès
- 1847 : colonel Ravel
- 1852 : colonel Marion
- 1855 : colonel Mavet
- 1855 : colonel Becquey-Beaupré
- 1859 : colonel de Gramont de Lesparre

Tous les colonels avec un * sont ensuite devenus généraux.

## Historique

### Guerres de la Révolution et de l’Empire
- 1er décembre 1792 :
  - Armée de la Moselle, expédition de Trèves
- 1794 :
  - Armée du Nord
- 1796 :
  - Armée de Rhin-et-Moselle
- 1799 :
  - Bataille de Stockach
- 1805 :
  - 2 décembre : Bataille d'Austerlitz
- 1813 : Campagne d'Allemagne
  - 16-19 octobre : Bataille de Leipzig
- 1814 : campagne de France
  - 14 février : Bataille de Vauchamps
  - 28 mars : Bataille de Claye et Combat de Villeparisis

### 1848 - 1852

Porte-étendard du 1er carabiniers en 1848.

Affecté à l'armée de Paris, le 1er régiment de carabiniers quitte Fontainebleau et prend part aux journées des 24, 25 et 26 juin 1848 contre les insurgés.

### Second Empire
Il forme avec le 2e régiment de carabiniers la brigade des carabiniers, unité d'élite qui rejoint la Garde impériale en 1865.